# Päpstliches Institut für Kirchenmusik
Das Päpstliche Institut für Kirchenmusik (lateinisch Pontificium Institutum Musicae Sacrae, italienisch Pontificio Istituto di Musica Sacra, PIMS) in Rom ist eine päpstliche Bildungseinrichtung für Kirchenmusik.

## Geschichte

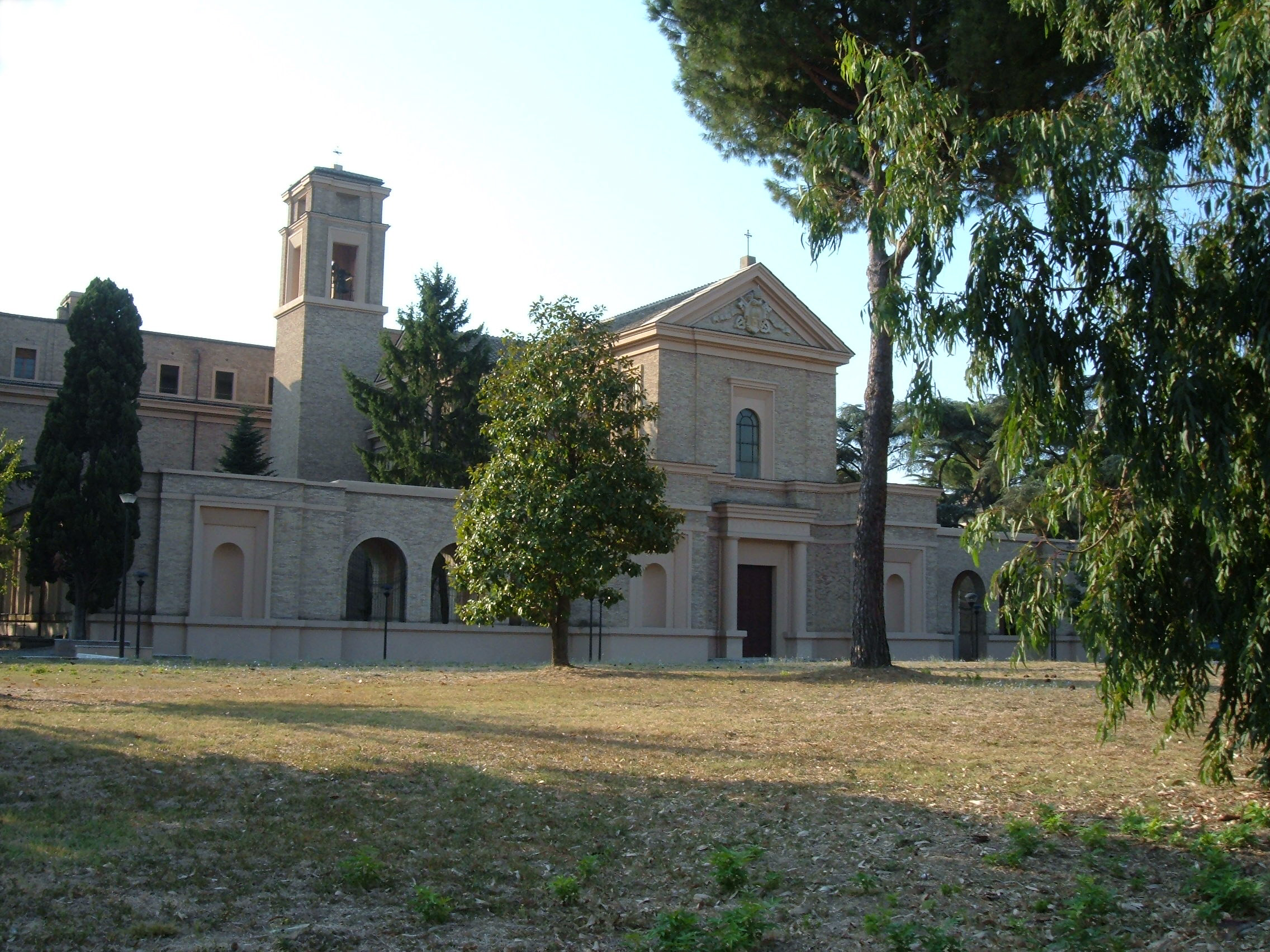
Sitz des Instituts

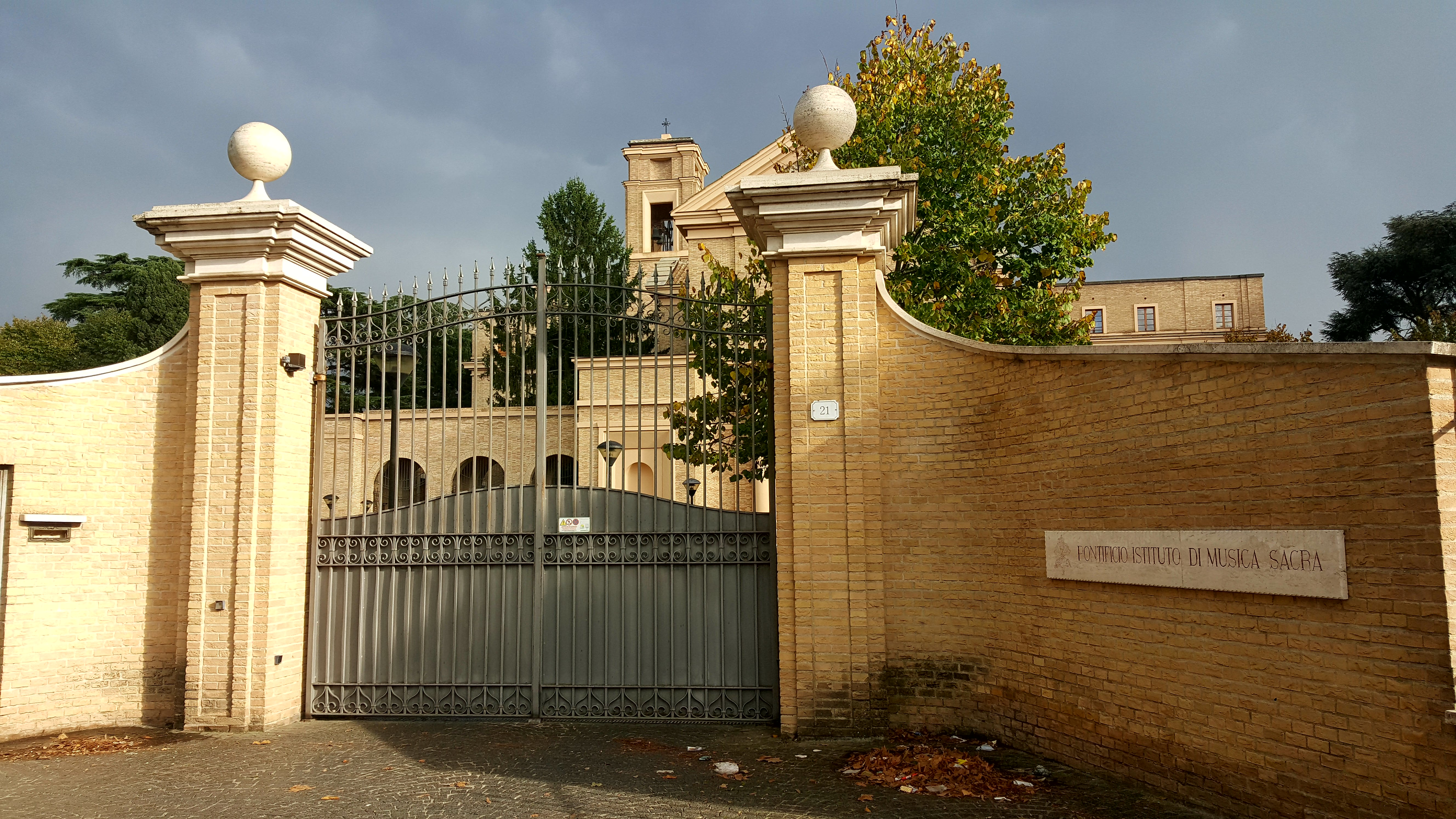
Eingangstor

Das heutige Päpstliche Institut für Kirchenmusik entstand aus der Hochschule für Kirchenmusik (italienisch: Scuola Superiore di Musica Sacra) und wurde von Papst Pius X. (1903–1914) gegründet. Sie wurde am 3. Januar 1911 eröffnet und mit dem Päpstlichen Breve „Expleverunt desiderii“ vom 4. November 1911 bestätigt. Ihren ersten Standort bezog die Bildungseinrichtung in Rom in der Via del Mascherone. Es folgten dann die Erhebung zu einer päpstlichen Institution und die Erlaubnis akademische Grade zu verleihen. Papst Benedikt XV. (1914–1922) ermöglichte zum 16. Oktober 1914 den Einzug in das neue Gebäude, dem Palazzo di Sant’Apollinare. Die Satzungen wurden am 22. November 1922 mit dem Motu proprio As musicae sacrae restituionem von Papst Pius XI. (1922–1939) approbiert.

## Das Päpstliche Institut für Kirchenmusik
Mit der Apostolischen Konstitution Deus scientiarum Domini vom 24. Mai 1931 erhielt die Schule ihre endgültige Namensgebung „Pontificio Instituto di Musica Sacra“ und wurde in die Reihe der päpstlichen Universitäten und Fakultäten eingegliedert. Von 1953 bis 1983 entwickelte sich das Musikinstitut zu einem richtungsweisenden Lehrstuhl für Kirchenmusik. Es wurden unterschiedliche Musikfachrichtungen und neue Abteilungen gegründet, die bis zur Einrichtung einer Schule für Gregorianische Semiologie reichten.
1983 erfolgte wieder ein Umzug in die von Papst Johannes Paul II. übertragene Abtei San Girolamo in Urbe (Rom). Mit Genehmigung des Heiligen Stuhls darf das Institut die akademischen Grade für Bakkalaureat, Lizentiat, Doktorat und Master verleihen.

## Lehrziele
Die Satzung benennt die übergeordnete Lernziele und legt fest, dass „am Institut kirchenmusikalische Disziplinen unterrichtet werden. Es werden Kenntnisse des Patrimoniums der Kirchenmusik und künstlerische Ausdrucksformen gefördert. Zu den Studiengängen gehört auch die Forschung und Analyse. Mit Veröffentlichungen und Darbietungen möchte das Institut das Repertorium von gestern und heute bekannt machen“. Zu weiteren Zielen heißt es: „Das „Pontificio Instituto di Musica Sacra“ unterstützt die Gründung und Förderung von Institutionen, die sich mit dem Studium der Kirchenmusik beschäftigen, sei es auf akademischer Ebene (Universitäten und Hochschulen) als auch unter einem pastoralen Gesichtspunkt (diözesane Kirchenmusikschulen). Darüber hinaus organisiert es auch Studientagungen und Meisterkurse.“ Das Dikasterium für die Kultur und die Bildung ist das Leitungs- und Aufsichtsdikasterium. Ihr Kardinalpräfekt (derzeit José Tolentino Calaça de Mendonça) ist der Großkanzler des Päpstlichen Instituts für Kirchenmusik.

## Persönlichkeiten
- Joseph Haas (1879–1960), Ehrendoktor des Päpstlichen Instituts für Kirchenmusik
- Eugène Cardine OSB (1905–1988), Professor für Gregorianik
- Ferdinand Haberl (1906–1985), Präsident des Päpstlichen Instituts für Kirchenmusik (1970–1981)
- Miguel Bernal Jiménez (1910–1956), Student, Musikwissenschaftler
- Johannes Overath (1913–2002), Präsident des Päpstlichen Instituts für Kirchenmusik (1981–1988, danach Ehrenpräsident)
- Luigi Agustoni (1917–2004), Ehrendoktor des Päpstlichen Instituts für Kirchenmusik
- Georg Ratzinger (1924–2020), Ehrendoktor des Päpstlichen Instituts für Kirchenmusik
- Hans Bernhard (1929–2002), Student, Domkapellmeister[3]
- Josef Kuckertz (1930–1996), Ehrendoktor des Päpstlichen Instituts für Kirchenmusik
- Josef Kohlhäufl (* 1936), Baccalaureat, Professor[4]
- Wolfram Menschick (1937–2010), Ehrendoktor des Päpstlichen Instituts für Kirchenmusik
- Slavo Topić (* 1940), Student, Diplom für Kirchenmusik[5]
- Lorenzo Kardinal Baldisseri (* 1940), Student, Kurienkardinal
- Massimo Palombella SDB (* 1977), Student, Chormeister der Sixtinischen Kapelle[6]
- Higini Anglès i Pàmies (1888–1969), Präsident des Päpstlichen Instituts für Kirchenmusik (1947–1969)
- Robert Mehlhart (* 1982), Präsident des Päpstlichen Instituts für Kirchenmusik (seit 2023)